# 1496
Il 1496 (MCDXCVI in numeri romani) è un anno bisestile del XV secolo.

## Eventi
- 3 gennaio – Leonardo da Vinci sperimenta senza successo una macchina volante e incomincia i lavori per L'ultima cena.

### America
- 10 marzo – Cristoforo Colombo conclude il suo secondo viaggio nel Nuovo Mondo ritornando in Spagna. A Santo Domingo rimane al comando dei coloni spagnoli il fratello Bartolomeo Colombo. I coloni spagnoli portano con sé da Santo Domingo la canna da zucchero, il cotone e i bovini.

## Nati
- 6 gennaio - Gaspare Ricciulli del Fosso, arcivescovo cattolico italiano († 1592)
- 12 marzo - Girolamo Muzio, letterato e umanista italiano († 1576)
- 18 marzo - Maria Tudor, principessa inglese († 1533)
- 25 aprile - Fabio Mignanelli, cardinale e vescovo cattolico italiano († 1557)
- 12 maggio - Gustavo I di Svezia, sovrano († 1560)
- 27 settembre - Hieronymus Łaski, nobile e ambasciatore polacco († 1542)
- 20 ottobre - Claudio I di Guisa, condottiero francese († 1550)
- 21 ottobre - Giovanni Ludovico di Saluzzo, marchese italiano († 1563)
- 23 novembre - Clément Marot, poeta francese († 1544)
- Alessandro I Gonzaga, nobile italiano († 1530)
- Anna de La Tour d'Auvergne, contessa († 1524)
- João de Barros, scrittore e storico portoghese († 1570)
- Lazare de Baïf, umanista e religioso francese († 1547)
- James Butler, IX conte di Ormond, nobile irlandese († 1546)
- Cuauhtémoc, sovrano azteco († 1525)
- Bonaventura Fauni-Pio, teologo e vescovo cattolico italiano († 1562)
- Friedrich Nausea, vescovo cattolico tedesco († 1552)
- Lebna Denghèl, re etiope († 1540)
- Luigi Lippomano, vescovo cattolico e diplomatico italiano († 1559)
- Giovanni Matteo Lucifero, vescovo cattolico italiano († 1551)
- Andrea Pasquali, medico italiano († 1572)
- Adam Reusner, scrittore, poeta e teologo tedesco († 1582)
- Giovanni Battista da Sangallo, architetto italiano († 1548)
- Gian Galeazzo Sanvitale, nobile e condottiero italiano († 1550)
- Menno Simons († 1561)
- Henry Somerset, II conte di Worcester, nobile inglese († 1549)
- William Spencer, politico e nobile inglese († 1532)
- Stagio Stagi, scultore italiano († 1563)
- Elizabeth Trussell, nobildonna inglese († 1527)
- Johann Walter, compositore e cantore tedesco († 1570)
- Luigi Antonio Zompa, grammatico e latinista italiano († 1557)
- Philippe II de Croÿ, nobile belga († 1549)
- Louise de Montmorency, nobildonna francese († 1547)

## Morti
- 1º gennaio - Carlo di Valois-Angoulême, nobile francese (n. 1459)
- 6 gennaio - Antonio Gonzaga, condottiero italiano
- 21 gennaio - Giovanni Ducco, presbitero e vescovo cattolico italiano
- 24 febbraio - Eberardo I di Württemberg, duca tedesco (n. 1445)
- 4 marzo - Sigismondo d'Austria, duca (n. 1427)
- 12 marzo - Jean Heynlin, teologo e umanista tedesco
- 19 marzo - Marco da Montegallo, religioso italiano (n. 1425)
- 16 aprile - Davide di Borgogna, vescovo cattolico tedesco (n. 1427)
- 16 aprile - Carlo Giovanni Amedeo di Savoia, nobile (n. 1488)
- 27 aprile - Giacomo Illirico, religioso dalmata
- 18 maggio - Illuminata Bembo, religiosa italiana
- 17 giugno - Maddalena di Brandeburgo, principessa (n. 1460)
- 24 giugno - Manfredino Boxilio, pittore italiano
- 8 luglio - Benedetto Bonfigli, pittore italiano (n. 1420)
- 10 agosto - Bernardo Contarini, nobile e militare italiano (n. 1451)
- 15 agosto - Isabella d'Aviz (n. 1428)
- 27 agosto - Gianfrancesco Gonzaga, condottiero italiano (n. 1446)
- 15 settembre - Hugh Clopton, politico inglese
- 21 settembre - Pier Capponi, condottiero e politico italiano (n. 1446)
- 5 ottobre - Gilberto di Borbone-Montpensier, conte
- 7 ottobre - Ferdinando II di Napoli, sovrano italiano (n. 1467)
- 13 ottobre - Giordano Caetani, umanista e arcivescovo italiano
- 1º novembre - Filippo Buonaccorsi, umanista e scrittore italiano (n. 1437)
- 23 novembre - Bianca Giovanna Sforza, nobildonna italiana (n. 1482)
- Ruggero Accrocciamuro, condottiero italiano (n. 1440)
- Aurelio Bienato, vescovo cattolico e letterato italiano
- Domenico Bollani, politico e diplomatico italiano
- Giovanni Battista Caccialupi, giurista italiano (n. 1420)
- João Vaz Corte-Real, navigatore e esploratore portoghese
- Pietro Damiano, vescovo cattolico italiano
- Ercole de' Roberti, pittore italiano
- Giusto d'Andrea, pittore italiano (n. 1440)
- Josetsu, pittore giapponese (n. 1380)
- Sebastiano Maggi, religioso italiano (n. 1414)
- Pietro di Francesco Orioli, pittore italiano (n. 1458)
- Giacomo Passarelli, letterato italiano
- Francesco Secco, condottiero italiano (n. 1423)
- Tenesor Semidán, re spagnolo
- Leone Sforza, conte italiano (n. 1476)
- Lorenzo Spirito Gualtieri, poeta, umanista e militare italiano (n. 1426)
- Camillo Vitelli, condottiero e cavaliere medievale italiano (n. 1459)
- Qaytbay, sultano
- Bartolomeo della Rovere, patriarca cattolico italiano (n. 1447)
- Simone di Pontremoli, banchiere italiano (n. 1430)

## Calendario
| Calendario 1496 | Calendario 1496 | Calendario 1496 | Calendario 1496 | Calendario 1496 | Calendario 1496 | Calendario 1496 | Calendario 1496 | Calendario 1496 | Calendario 1496 | Calendario 1496 | Calendario 1496 | Calendario 1496 | Calendario 1496 | Calendario 1496 | Calendario 1496 | Calendario 1496 | Calendario 1496 | Calendario 1496 | Calendario 1496 | Calendario 1496 | Calendario 1496 | Calendario 1496 | Calendario 1496 | Calendario 1496 | Calendario 1496 | Calendario 1496 | Calendario 1496 | Calendario 1496 | Calendario 1496 | Calendario 1496 | Calendario 1496 | Calendario 1496 |
| --------------- | --------------- | --------------- | --------------- | --------------- | --------------- | --------------- | --------------- | --------------- | --------------- | --------------- | --------------- | --------------- | --------------- | --------------- | --------------- | --------------- | --------------- | --------------- | --------------- | --------------- | --------------- | --------------- | --------------- | --------------- | --------------- | --------------- | --------------- | --------------- | --------------- | --------------- | --------------- | --------------- |
|                 | 1               | 2               | 3               | 4               | 5               | 6               | 7               | 8               | 9               | 10              | 11              | 12              | 13              | 14              | 15              | 16              | 17              | 18              | 19              | 20              | 21              | 22              | 23              | 24              | 25              | 26              | 27              | 28              | 29              | 30              | 31              |                 |
| Gennaio         | Ve              | Sa              | Do              | Lu              | Ma              | Me              | Gi              | Ve              | Sa              | Do              | Lu              | Ma              | Me              | Gi              | Ve              | Sa              | Do              | Lu              | Ma              | Me              | Gi              | Ve              | Sa              | Do              | Lu              | Ma              | Me              | Gi              | Ve              | Sa              | Do              |                 |
| Febbraio        | Lu              | Ma              | Me              | Gi              | Ve              | Sa              | Do              | Lu              | Ma              | Me              | Gi              | Ve              | Sa              | Do              | Lu              | Ma              | Me              | Gi              | Ve              | Sa              | Do              | Lu              | Ma              | Me              | Gi              | Ve              | Sa              | Do              | Lu              |                 |                 |                 |
| Marzo           | Ma              | Me              | Gi              | Ve              | Sa              | Do              | Lu              | Ma              | Me              | Gi              | Ve              | Sa              | Do              | Lu              | Ma              | Me              | Gi              | Ve              | Sa              | Do              | Lu              | Ma              | Me              | Gi              | Ve              | Sa              | Do              | Lu              | Ma              | Me              | Gi              |                 |
| Aprile          | Ve              | Sa              | Do              | Lu              | Ma              | Me              | Gi              | Ve              | Sa              | Do              | Lu              | Ma              | Me              | Gi              | Ve              | Sa              | Do              | Lu              | Ma              | Me              | Gi              | Ve              | Sa              | Do              | Lu              | Ma              | Me              | Gi              | Ve              | Sa              |                 |                 |
| Maggio          | Do              | Lu              | Ma              | Me              | Gi              | Ve              | Sa              | Do              | Lu              | Ma              | Me              | Gi              | Ve              | Sa              | Do              | Lu              | Ma              | Me              | Gi              | Ve              | Sa              | Do              | Lu              | Ma              | Me              | Gi              | Ve              | Sa              | Do              | Lu              | Ma              |                 |
| Giugno          | Me              | Gi              | Ve              | Sa              | Do              | Lu              | Ma              | Me              | Gi              | Ve              | Sa              | Do              | Lu              | Ma              | Me              | Gi              | Ve              | Sa              | Do              | Lu              | Ma              | Me              | Gi              | Ve              | Sa              | Do              | Lu              | Ma              | Me              | Gi              |                 |                 |
| Luglio          | Ve              | Sa              | Do              | Lu              | Ma              | Me              | Gi              | Ve              | Sa              | Do              | Lu              | Ma              | Me              | Gi              | Ve              | Sa              | Do              | Lu              | Ma              | Me              | Gi              | Ve              | Sa              | Do              | Lu              | Ma              | Me              | Gi              | Ve              | Sa              | Do              |                 |
| Agosto          | Lu              | Ma              | Me              | Gi              | Ve              | Sa              | Do              | Lu              | Ma              | Me              | Gi              | Ve              | Sa              | Do              | Lu              | Ma              | Me              | Gi              | Ve              | Sa              | Do              | Lu              | Ma              | Me              | Gi              | Ve              | Sa              | Do              | Lu              | Ma              | Me              |                 |
| Settembre       | Gi              | Ve              | Sa              | Do              | Lu              | Ma              | Me              | Gi              | Ve              | Sa              | Do              | Lu              | Ma              | Me              | Gi              | Ve              | Sa              | Do              | Lu              | Ma              | Me              | Gi              | Ve              | Sa              | Do              | Lu              | Ma              | Me              | Gi              | Ve              |                 |                 |
| Ottobre         | Sa              | Do              | Lu              | Ma              | Me              | Gi              | Ve              | Sa              | Do              | Lu              | Ma              | Me              | Gi              | Ve              | Sa              | Do              | Lu              | Ma              | Me              | Gi              | Ve              | Sa              | Do              | Lu              | Ma              | Me              | Gi              | Ve              | Sa              | Do              | Lu              |                 |
| Novembre        | Ma              | Me              | Gi              | Ve              | Sa              | Do              | Lu              | Ma              | Me              | Gi              | Ve              | Sa              | Do              | Lu              | Ma              | Me              | Gi              | Ve              | Sa              | Do              | Lu              | Ma              | Me              | Gi              | Ve              | Sa              | Do              | Lu              | Ma              | Me              |                 |                 |
| Dicembre        | Gi              | Ve              | Sa              | Do              | Lu              | Ma              | Me              | Gi              | Ve              | Sa              | Do              | Lu              | Ma              | Me              | Gi              | Ve              | Sa              | Do              | Lu              | Ma              | Me              | Gi              | Ve              | Sa              | Do              | Lu              | Ma              | Me              | Gi              | Ve              | Sa              |                 |